# End of Innocence
„End of Innocence“ (на български: Краят на невинността) е второто официално издадено DVD от финландската метъл група Nightwish.
За разлика от повечето музикални DVD-та, това съдържа цял документален филм проследяващ развитието на групата от сформирането ѝ до излизане на DVD-то (2003). Филмът представя и дълги интервюта с Тумас Холопайнен (синтезатор), Юка Невалаинен (барабани) и Тапио Вилска (гост-музикант и приятел на членовете на групата). Във филма могат да бъдат видени и кратки откъси от концерти на Nightwish и интересни моменти от записите в студиото.